# Dödens makt och tyranni
Dödens makt och tyranni är en begravningspsalm skriven av greve Magnus Gabriel De la Gardie eller Johanna Eleonora De la Gardie.

## Publicerad i
- Den svenska psalmboken 1694 som nummer 454 under rubriken "Död- och Begrafnings Psalmer".
- 1695 års psalmbok som nummer 389 under rubriken "Dödz- och Begrafningz-Psalmer".[1]